# Pseudobagrus brachyrhabdion
Pseudobagrus brachyrhabdion és una espècie de peix de la família dels bàgrids i de l'ordre dels siluriformes. Poden assolir fins a 20,7 cm de longitud total. Es troba al riu Iang-Tsé (Xina).